# Pluton Svea
Pluton Svea — ультраправая музыкальная группа из шведского города Эскильстуна.

## О группе
Группа Pluton Svea была создана в 1994 году из остатков группы Pro Patria, существовавшей с 1987 по 1990 год. Pluton Svea играли в стиле «White Power» («Власть белых») и входили в музыкальную среду «Рок против коммунизма». Их тексты содержали критику общества с точки зрения национал-романтизма и ксенофобии. Многие тексты песен также прославляли нацизм. Основным лейтмотивом песен Pluton Svea было освобождение Швеции от неевропейцев.
Группа распалась в 2001 году, после чего её фронтмен Йоаким Карлссон основал сайкобилли-группу Pitbullfarm, не имеющую отношения к политике. Летом 2012 года эта группа выпустила на лейбле Midgård Records сборник Best of the Best, в который вошли как новые композиции, так и переиздание старых песен.
После публикации в 2013 году на сайте шведского движения сопротивления «Северный фронт» (Nordfront) текста песни «Fjärde riket» («Четвёртый рейх»; 1995) канцлер юстиции начал предварительное расследование данного факта.

## Участники
- Йоаким (Йокке) Карлссон — вокал, гитара, барабаны
- Пуг — бас-гитара
- Финскен — барабаны

## Дискография
- 1994 — Genom kamp till Seger
- 1995 — Stöveltramp
- 1998 — 88 % Unplugged
- 1998 — Drömmen om Frihet
- 1998 — Pitbull Power (EP)
- 1998 — Stöveltrampen ekar igen
- 2000 — Segermarschen[7]